# Instant Karma: All-Time Greatest Hits
Instant Karma: All-Time Greatest Hits («Мгновенная карма: Величайшие хиты всех времён») — альбом-сборник Джона Леннона, состоящий из трёх CD-дисков, издан в 2002 году для продажи (по низкой цене) в магазинах оптовой торговли (warehouse-type stores), таких как Sam’s Club или Costco. Сборник был выпущен лейблом Timeless/Traditions Alive Music по лицензии Capitol/EMI Special Projects.

## Об альбоме
Первый диск, озаглавленный The Hits («Хиты»), включает в себя одиннадцать песен, ранее выпущенных на синглах Леннона.
Второй диск, озаглавленный Sings Classic Rock 'N' Roll («Поём классический рок-н-ролл»), включает в себя десять песен, записанных во время сессий звукозаписи при работе над альбомом Леннона 1975 года Rock ’n’ Roll, а также две песни («Blue Suede Shoes» и «Dizzy Miss Lizzy»), записанные во время выступления Леннона на концерте в Торонто в 1969.
Третий диск, озаглавленный The Classics Live («Классика живьём»), включает в себя одиннадцать песен, записанных в Нью-Йорке в августе 1972 в зале Madison Square Garden, где Леннон участвовал как «приглашенная звезда» на концерте совместно с группой Elephant's Memory. Также на этот диск включена песня «Well (Baby Please Don’t Go)», записанная в июне 1971 в Fillmore East (концертный зал в Нью-Йорке) на концерте, где Леннон выступал совместно с Фрэнком Заппой и группой The Mothers of Invention.
Все 35 песен, включенных в сборник, ранее уже были выпущены на альбомах или синглах.

## Список композиций
Автор всех песен — Джон Леннон, кроме указанных особо.

### Диск 1:The Hits
1. «Instant Karma! (We All Shine On)» — 3:20
  - By John Ono Lennon with the Plastic Ono Band
2. «Happy Xmas (War Is Over)» (John Lennon & Yoko Ono) — 3:34
  - By John & Yoko/Plastic Ono Band with the Harlem Community Choir
3. «Jealous Guy» — 4:15
  - By John Lennon Plastic Ono Band with the Flux Fiddlers
4. «Mind Games» — 4:12
5. «Whatever Gets You thru the Night» — 3:19
  - By John Lennon with the Plastic Ono Nuclear Band
6. «#9 Dream» — 4:48
7. «Stand By Me» (Jerry Leiber, Mike Stoller & Ben E. King) — 3:26
8. «(Just Like) Starting Over» — 3:56
9. «Woman» — 3:26
10. «Watching the Wheels» — 3:32
11. «Nobody Told Me» — 3:32

### Диск 2:Sings Classic Rock 'N' Roll
1. «Ain't That a Shame» (Fats Domino & Dave Bartholomew) — 2:31
2. «Angel Baby» (Rosie Hamlin) — 3:44
3. «Be-Bop-A-Lula» (Tex Davis, Gene Vincent) — 2:38
4. «Blue Suede Shoes» (Carl Perkins) — 2:29
  - Recorded live by Plastic Ono Band in Toronto, 1969
5. «Dizzy Miss Lizzy» (Larry Williams) — 3:09
  - Recorded live by Plastic Ono Band in Toronto, 1969
6. Medley: «Rip It Up»/«Ready Teddy» (Robert Blackwell, John Marascalco) — 1:34
7. «Peggy Sue» (Buddy Holly) — 2:05
8. «You Can't Catch Me» (Chuck Berry) — 4:53
9. «Slippin' and Slidin'» (Eddie Bocage, Albert Collins, «Little Richard» Penniman & James H. Smith) — 2:17
10. «Do You Want to Dance» (Bobby Freeman) — 2:54
11. «Sweet Little Sixteen» (Chuck Berry) — 3:01
12. «Just Because» (Lloyd Price) — 4:25

### Диск 3:The Classics Live
1. «(Well) Baby Please Don't Go» (Walter Ward) — 4:30
2. «New York City» — 3:38
3. «It's So Hard» — 3:18
4. «Woman Is the Nigger of the World» (John Lennon & Yoko Ono) — 5:30
5. «Well, Well, Well» — 3:51
6. «Instant Karma! (We All Shine On)» — 3:40
7. «Mother» — 4:59
8. «Come Together» — 4:20
9. «Imagine» — 3:17
10. «Cold Turkey» — 5:29
11. «Hound Dog» (Jerry Leiber & Mike Stoller) — 3:09
12. «Give Peace a Chance» (John Lennon)- 1:01

- Track 1: Recorded live by John & Yoko/Plastic Ono Band with Frank Zappa and the Mothers of Inventionsat the Fillmore East, June 1971
- Tracks 2-12: Recorded live by John Lennon with Elephant's Memory at Madison Square Garden, August 1972